# Bertil Andersson (Leichtathlet)
Bertil Andersson (* 28. Februar 1914; † 1990) war ein schwedischer Mittelstreckenläufer.
Bei den Leichtathletik-Europameisterschaften 1938 in Paris wurde er Fünfter über 800 m.

## Persönliche Bestzeiten
- 800 m: 1:51,8 min, 26. September 1942, Budapest
- 1500 m: 3:50,0 min, 20. August 1944, Stockholm